# إندازول
إندازول هو مركب عضوي حلقي نتروجيني له الصيغة الكيميائية C7H6N2، ويكون على شكل صلب بلوري.
يتألف المركب بنيوياً من حلقتين مندمجتين من البنزين والبيرازول.

## الوفرة والتحضير
إن مركب الإندازول بصيغته المجردة قليل الوجود في الطبيعة، إلا أن مشتقاته متوفرة. يطلق على مشتقات الإندول اسم الإندولينات، ومنها مركبات من أشباه القلويات الطبيعية، مثل مركب نيجيليسين Nigellicine؛ والذي يستخلص من حبة البركة.
يحضر الإنداوزل مخبرياً موفق اصطناع جاكوبسون للإندازول وفق المخطط التالي:

## المشتقات
من الإندازولينات المعروفة حمض إندازول-3-كروبكسيليك، والذي يمكن أن يحور ليعطي عقار لونيدامين Lonidamine. من المشتقات الأخرى مركب 7-نترو إندازول، وهو مركب له هيكل الإندازول ويعد مثبطاً لإنزيم حمض النتريك سينثاز.

## الاستخدامات
يستخدم الإندازول ومشتقاته في تحضير الأصبغة وفي تركيب المستحضرات الصيدلانية.

## اقرأ أيضاً
- إندول
- بنزيميدازول
- بنزوكسازول